# Johann Lorenz von Mosheim
Johann Lorenz von Mosheim (Lubecca, 9 ottobre 1693 – Gottinga, 9 settembre 1755) è stato uno storico delle religioni tedesco.

## Biografia
Dopo aver studiato presso il ginnasio di Lubecca, frequentò l'Università di Kiel (1716), dove conseguì la laurea nel 1718. Nel 1719 diventò assessore presso la facoltà filosofica di Kiel.
La sua prima apparizione nel campo della letteratura fu in un trattato polemico contro John Toland, Vindiciae antiquae christianorum disciplinae (1720), che fu presto seguito da un volume intitolato Observationes sacrae (1721). Queste opere, insieme alla reputazione che aveva acquisito come docente e predicatore, lo aiutarono ad ottenere una cattedra presso l'Università di Helmstedt come professore ordinario nel 1723. L'Institutionum historiae ecclesiasticae libri IV fu pubblicata nel 1726 e nello stesso anno fu nominato dal duca Brunswick abate di Marienthal, e successivamente presso l'abbazia di Michaelstein.
Mosheim partecipò alla fondazione dell'università di Gottinga, in particolare all'istituzione della facoltà di teologia. Nel 1747 fu nominato cancelliere dell'università. Nel 1748 fu responsabile della visita di Giorgio II di Gran Bretagna presso l'università. Morì a Gottinga il 9 settembre 1755.

## Opere
Altre opere da lui scritte: De rebus christianorum ante Constantinum commentarii (1753), Ketzer-Geschichte (2nd ed. 1748), e Sittenlehre der heiligen Schrift (x7~553). I suoi scritti esegetici; Cogitationes in N. T. bc. select. (1726), Prima lettera ai Corinzi (1741) e due epistoli della Prima lettera a Timoteo (1755).